# 81 Produce
81 Produce (jap. 81プロデュース Eitiwan Purodūsu) – japońska firma zrzeszająca aktorów dubbingowych. Dyrektorem firmy jest Rihoko Yoshida, która jest weteranką seiyū (na emeryturze od 1997 roku). 81 Produce została założona w 1981 roku (stąd liczba „81” w jej nazwie). Firma znajduje się w Shibuya, Tokio. 81 Produce była związana m.in. z takimi anime jak:
- Final Fantasy VII: Advent Children (film),
- Gravitation (TV),
- Oh! My Goddess (OVA),
- Tattoon Master (OVA),
- Hamtaro – wielkie przygody małych chomików (TV) oraz dwie wersje filmowe,
- Vampire Princess Miyu (OVA).

## Członkowie

### Kobiety
- Runa Akiyama
- Yukiko Amano
- Arisa Andō
- Tōko Aoyama
- Kae Araki
- Yoshiko Asai
- Yōko Asada
- Sumie Baba
- Aki Daitō
- Atsuko Enomoto
- Asako Fujii
- Yukiko Fujikawa
- Kaworu Fujimoto
- Saori Goto
- Keiko Han
- Keiko Hanagata
- Maki Hattori
- Megumi Hazeyama
- Kumiko Higa
- Saori Higashi
- Masako Higuchi
- Kumiko Hironaka
- Shiho Hisajima
- Mako Hyōdō
- Miharu Iijima
- Hiromi Ishikawa
- Tomoko Ishimura
- Hiromi Itō
- Kumiko Itō
- Ai Iura
- Masako Jō
- Rie Kanda
- Hiroko Kataura
- Emiri Katō
- Rena Katō
- Yūko Katō
- Masako Katsuki
- Nanaho Katsuragi
- Shinobu Kawai
- Taeko Kawata
- Izumi Kikuchi
- Shōko Kikuchi
- Takako Kikuchi
- Yūko Kinoshita
- Yūko Kobayashi
- Chie Kōjiro
- Tomoko Kotani
- Miwa Kōzuki
- Sayuri Kubo
- Kujira
- Neena Kumagaya
- Motoko Kumai
- Toshiko Maeda
- Ayano Makimoto
- Kurumi Mamiya
- Miyu Matsuki
- Yōko Matsuoka
- Tomomi Matsuyama
- Kaya Miyake
- Yūko Miyazaki
- Sanae Miyuki
- Hisayo Mochizuki
- Aiko Mori
- Minako Moto
- Kaori Motoi
- Mariko Mukai
- Harumi Murakami
- Hiromi Nakamura
- Tamaki Nakanishi
- Chikayo Nakano
- Akiko Namioka
- Sayaka Narita
- Keiko Nemoto
- Hazuki Nishikawa
- Chinami Nishimura
- Ayaka Nitta
- Shihori Niwa
- Mayumi Nomura
- Mie Odagi
- Nami Okamoto
- Mayuko Omimura
- Keiko Onodera
- Mizuki Ōtsuka
- Kō Oyamada
- Kaori Saiki
- Kiyoko Saitō
- Yūko Saitō
- Ito Sakata
- Rei Sakuma
- Hinako Sasaki
- Chizuru Sasamori
- Chika Sei
- Misaki Sekiyama
- Chiyako Shibahara
- Yumiko Shibata
- Kaoru Shimamura
- Mayu Shimizu
- Emi Shinohara
- Mika Shirai
- Asa Shirakura
- Michiko Shirasaka
- Yuri Shiratori
- Noriko Shitaya
- Megumi Sono
- Ikumi Sugiyama
- Yumi Takada
- Minami Takayama
- Megumi Takeda
- Erika Takeuchi
- Kumiko Takizawa
- Chiyuki Tamura
- Wakako Taniguchi
- Miyako Tao
- Haruhi Terada
- Megumi Teranishi
- Seiko Tomoe
- Megumi Toyoguchi
- Masami Toyoshima
- Kaori Tsuji
- Ayumi Tsunematsu
- Minako Tsutsu
- Junko Ueda
- Rumiko Ukai
- Fushigi Yamada
- Erina Yamazaki
- Kazuko Yanaga
- Madoka Yonezawa
- Yukako Yoshikawa
- Yukiji
- Kayo Yūnagi
- Ryōka Yuzuki

### Mężczyźni
- Shigeru Chiba
- Tsutomu Densaka
- Masashi Ebara
- Yūji Fujishiro
- Toshio Funatsu
- Takashi Furuya
- Tesshō Genda
- Satoshi Gotō
- Tomohiki Hada
- Wataru Hatano
- Toshitaka Hirano
- Katsunosuke Hori
- Hitoshi Horimoto
- Yoshihisa Hosokawa
- Etakahiro Inoue
- Ryūzō Ishino
- Hiroshi Ito
- Hiroshi Itō
- Ryū Itō
- Hisayoshi Izaki
- Saburō Kamei
- Jun’ichi Kanemaru
- Seiji Katō
- Satoshi Katōgi
- Takafumi Kawakami
- Kiyoshi Kawakubo
- Kunihiro Kawamoto
- Taketoshi Kawano
- Tokuyoshi Kawashima
- Takayuki Kawasugi
- Iemasa Kayumi
- Kazuya Kobayashi
- Tomoyuki Kōno
- Hajime Koseki
- Takashi Kubota
- Kazu Kukinori
- Masayuki Kumagai
- Daiki Matsubayashi
- Yūki Matsuda
- Keiji Matsuo
- Makoto Matsushima
- Shin’ichirō Miki
- Tomasaki Mimoto
- Takashi Mito
- Hirokazu Miura
- Fumitoshi Miyajima
- Kenta Miyake
- Kōki Miyata
- Shigeru Mogi
- Masaru Motegi
- Ryūji Nakagi
- Daiki Nakamura
- Hidetoshi Nakamura
- Ryūsei Nakao
- Shin'ichi Namiki
- Susumu Natori
- Riichi Nishimoto
- Tomohiro Nishimura
- Yōhei Nishina
- Kenji Numata
- Hiroaki Nunokawa
- Yukimasa Obi
- Jun Ogasawara
- Ryūsuke Ohbayashi
- Masayuki Omoro
- Chikara Ōsaka
- Tōru Ōshiro
- Tetsuharu Ōta
- Naoto Ōtomo
- Kōichi Sakaguchi
- Keikō Sakai
- Tetsuya Sakai
- Takahiro Sakurai
- Toshiharu Sakurai
- Nozomu Sasaki
- Masayoshi Satō
- Tomoshi Satō
- Yoshihiro Satō
- Toshihiko Seki
- Kōji Sekine
- Nobuaki Sekine
- Mitsuo Senda
- Hiroyuki Shibamoto
- Hiroshi Shibata
- Taku Shibuya
- Atsushi Sodeoka
- Keiichi Sonobe
- Shigenori Sōya
- Yoshimitsu Shimoyama
- Daisaku Shinohara
- Kiyonobu Suzuki
- Takuma Suzuki
- Hiroto Tabata
- Ryōkichi Takahashi
- Tsutomu Takayama
- Hiroyuki Tanaka
- Kan Tanaka
- Yūki Taniguchi
- Hiroshi Tsuchida
- Mahito Tsujimura
- Kyōsei Tsukui
- Daisuke Tsuzuki
- Hiroshi Uchida
- Naoya Uchida
- Toshiya Ueda
- Hidenari Ugaki
- Hideyuki Umezu
- Takeshi Watabe
- Kōsei Yagi
- Takayuki Yamaguchi
- Taisuke Yamamoto
- Kiyoyuki Yanada
- Ken Yanai
- Kunihiko Yasui
- Hisashi Yokawa
- Katsuya Wada

## Byli członkowie
- Chiemi Chiba
- Noriko Hidaka
- Masako Nozawa
- Issei Miyazaki
- Hitoshi Takagi
- Kazuhiko Inoue
- Tetsuya Kakihara
- Shinji Kawada
- Ryūzaburō Ōtomo
- Hiroshi Itō
- Yukiko Amano